# 高阶范畴
数学中，高阶范畴是范畴论在高阶下的情形，一些等式可写成箭头，以便能明确地研究等式背后的结构。高阶范畴论常应用于代数拓扑学（特别是同伦论），用于研究拓扑空间的代数不变量，如其基本弱准范畴。

## 严格高阶范畴
一个平凡范畴拥有物件与态射两类组分，在高阶范畴论背景下，这些对象统称为1-态射。2-范畴在1-态射间加入了2-态射，这样往复下去，直到范畴包含(n-1)-态射与其间的n-态射，便得到了n范畴。
以记为Cat的范畴为例，其是包含所有小范畴和函子的范畴，实际上是个以自然变换为2-态射的2-范畴。同理，包含所有（小）n-范畴的n-Cat实际上是(n+1)-范畴。
n-范畴的定义通过对n的归纳来实现：
- 0-范畴是集合，
- (n+1)-范畴是n-Cat的增广。

所以，1-范畴只是局部小范畴（locally small category）。
Set的幺半范畴结构以笛卡儿积为张量，以单元素为单元。事实上任何具有有限积的范畴都可赋予幺半结构。n-Cat的递归构造很好用，因为如果一个范畴{\displaystyle C}具有有限积，则增广{\displaystyle C}范畴也具有有限积。
虽然这个概念对同伦论等的某些目的来说过于严格，因为在同伦论中，“弱”结构以更高范畴的形式展现，但也出现了严格立方高阶同伦广群，其在同调和同伦的边界上为代数拓扑提供了新的基础，参见下面书中提到的非阿贝尔代数拓扑这篇文章。

## 弱高阶范畴
在弱n-范畴中，结合性和同一性的条件不再严格（即不再由等价性得出），而是在下一层的同构之前得到满足。拓扑学中的一个例子是道路的构成，其中的同一性和结合性只在重参数化时成立，因此也只在同伦时成立，这就是这个2-范畴的2-同构。这些n-同构必须在态射集间有很好的表现，弱n-范畴在表达这一点上存在困难。弱2-范畴也称作双范畴，是第一个有明确定义的。它们的一个特殊性是，只有一个物件的双范畴其实就是幺半范畴，所以双范畴也可以说是“有许多物件的幺半范畴”。弱3-范畴也称作三范畴，再往上泛化，定义会越来越难明确。高阶范畴互相等价的条件与意义，已经成为范畴论中新的研究对象。

## 准范畴
准范畴是满足弱Kan条件的单纯集合。André Joyal指出它们是高阶范畴论的良好基础。2009年，该理论得到了雅各·卢里的进一步系统化，他简单将它们统称为无穷范畴，尽管后者也是对任何k的{\displaystyle (\infty ,\ k)-}范畴的所有模型的一个通用术语。

## 简单增广范畴
简单增广范畴，或称简单范畴，是在简单集合上增广得到的范畴。但如果看成是{\displaystyle (\infty ,\ 1)-}范畴，那么许多范畴相关的概念（如极限 (范畴论)）便与增广范畴的相应概念不一致。对其他增广模型，如拓扑增广范畴来说也是如此。

## 拓扑增广范畴
拓扑增广范畴，或称拓扑范畴，是在拓扑空间的一些小范畴上增广来的范畴，如紧生成豪斯多夫空间。

## 西格尔范畴
这是由Hirschowitz和Simpson在1998年引入的高阶范畴模型，部分是受Graeme Segal于1974年的结果启发。